# Ladislav Zbořil
Ladislav Zbořil (2. července 1876 Žerůvky – ?) byl za první světové války majorem rakousko-uherské branné moci, poté brigádní generál v Československu až do výslužby.

## Život
Pocházel z panského rodu, který před první světovou válkou vlastnil rozsáhlé statky na území pohraničí Moravy. Všeobecné vzdělání získal na slovanském gymnáziu v Olomouci v letech 1888 až 1894. V roce 1894 absolvoval kadetní školu ve Vídni jako příslušník rakousko-uherské armády. Ladislav Zbořil se zúčastnil první světové války jako major rakousko-uherské branné moci. Během války byl povýšen na majora jezdectva. Po skončení války jej převzala nově vzniklá československá armáda I. ČSR a od ledna 1919 do září 1920 byl velitelem 2. jízdního střeleckého pluku. V této žádosti byl 1. července 1919 povýšen na podplukovníka. Poté, co byl od září 1920 do ledna 1921 velitelem 9. jízdního pluku, absolvoval od ledna do května 1921 informační kurz pro generály a plukovníky v Praze. Po jejím skončení sloužil od května 1921 do ledna 1923 opět jako velitel 9. jízdního pluku a 29. prosince 1922 byl povýšen na plukovníka. Poté působil jako zástupce náčelníka 1. Remontské komise mezi lednem a prosincem 1923 a jako velitel 1. jízdní brigády od 31. prosince 1923 do října 1928. V této funkci byl 4. května 1928 povýšen na brigádního generála.
Začátkem 20. století se stal s chotí Jarmilou (rozenou Bublíkovou) vlastníkem zámku Nový Světlov, s přilehlými pozemky, který byl střediskem Světlovského panství. Světlovské panství byla územní a správní jednotka, která od středověku zahrnovala prostor poblíž rozvodí Olšavy a Vláry při hranici s Uherskem. Zámek byl v letech 1926 – 1927 důkladně opraven a rekonstruován. Na střechy byla položena nová krytina, celý zámek byl omítnut a uvnitř byly vymalovány všechny místnosti včetně revitalizace nádvoří.